# Cryptocarya petelotii
Cryptocarya petelotii är en lagerväxtart som beskrevs av André Joseph Guillaume Henri Kostermans. Cryptocarya petelotii ingår i släktet Cryptocarya och familjen lagerväxter. Inga underarter finns listade i Catalogue of Life.